# 妃月洋子
ひづき ようこ（妃月 洋子）は、日本の女性歌手。兵庫県神戸市出身。

## 略歴
近畿地方生まれの父、九州生まれの母のもと、神戸市に生まれ育つ。祖先のルーツは与論島。
『ヤングマガジン』「エンブレムtake2初代さやかイメージキャラガール」に抜擢されるほか、声優学校時代に『チェリーズ』で活動後、ポップロックバンド『jammed strings』で5年間ヴォーカルを務める。
これ以降はアコースティックなサウンドを重視した音楽を志し、デビューまでの期間はソロで音楽活動に専念。
2005年、ラテンロックバンド『ディアマンテス』のヴォーカル・アルベルト城間のプロデュースの元、沖縄県からデビュー。デビュー後も地元、神戸を拠点にライブツアーやイベントを行う傍ら、新聞・雑誌・テレビなどに出演。自身のスピリチュアル経験を生かして語る『歌う怪談師（うたう かいだんし）』としても活動している。
2007年、『〜眠れぬ夜の処方箋〜夜曲美学』をリリース。同年にクランクインしたドキュメンタリー映画『魂のウタ〜荒木栄のウタが聞こえる』が主題歌となり、主演も務めた。
2008年、アーティストのミヤギマモルのプロデュースにより、3枚目のアルバム『耳薬〜みみぐすい〜』をリリース。アルバムに前年の映画『魂のウタ〜荒木栄のウタが聞こえる』の主題歌『魂のウタ』も収録。
2009年8月、神戸空港イメージソング『夢・ミライ』をリリース。
2009年10月より、ラジオ関西レギュラー番組『ハイサイ!KOBE』毎週土曜18:30 - 19：00のラジオパーソナリティを開始。
数年前からハワイ、台湾など海外でもステージを精力的に行っている。毎週土曜日『ハイサイ!KOBE』こちらは2013年11月より『ひづきようこの今宵の宴』にタイトルを変更。時間も毎週水曜の21:15 - に変更となった。
2013年12月、ひづきようこ＆Maryの姉妹ユニット『Cereja』でアルバム『唱歌美学〜眠れない夜の処方箋II〜』をリリース。元々アニソン関係でデビューをしていたが一時活動休止になっていた。以降、お互いソロの道を歩んでいたがユニットを再開した。懐メロからアニソンまで幅広いジャンルが盛り込まれている。

## 出演番組

### ラジオ
KISS FM KOBE 89.9MHz
- 毎週日曜日20:30 - 放送『SUNDAY SOUND BANQUET』

AM558ラジオ関西レギュラー
- 毎週水曜21：15 - 放送『ひづきようこの今宵の宴』

AM558ラジオ関西レギュラー

### 過去のラジオ番組
- 毎週木曜22：00 - 23：30生放送『CRKミュージックヘッズ』
- 毎週水曜21：30 - 放送『怪談ラヂオ〜怖い水曜日』(-2025年3月）

### TV
- CS専門チャンネル Ch.546 鉄道チャンネル『大人の鉄道美学』（2016年1月10日 -）[3]
  - #1 京都丹後鉄道・レストラン列車の旅
  - #6 沖縄都市モノレール

## イベント
- ハワイ カピオラニ・パーク『Okinawan Festival（オキナワン・フェスティバル）』（出演は2013年、2015年）
- 「VOGUE」主催 日本最大級ファッションイベント「VOGUE FASHION’SNIGHT OUT（FNO）@フェスタリア ビジュソフィア表参道ヒルズにて 願いが叶う星のダイアモンドフェスタリアビジューソフィアWish upon A Star イメージソングを歌唱（2016年9月10日）

## 出演舞台
- 一般財団法人TSUMUGI JAPAN 主催『未来へつむぐ〜今をありがとう〜』

その後も継続的に出演中。

## ディスコグラフィー

### シングル
- 永遠にtogether／マドノムコウ／アスタ・マーニャ （2004年07月01日）
- 夢・ミライ（神戸空港イメージソング）／月幻の想い／ウムイカジ〜想い風〜（2009年8月22日）
- 熱くなれ！／月幻の想い （2009年11月8日）
- ボクは信じているよ／あなたに出会うために〜ソウルメイト〜 （2009年12月8日）
- ハイサイ！OKINAWA／愛蓮〜Airen〜 （2010年8月27日）
- この空の向こうに〜子供たちの未来へ〜／WOMAN （2012年2月28日）
- 君の笑顔に会えるから／白の手紙 （2012年3月11日）

### アルバム
- 夜曲美学〜眠れない夜の処方箋〜（2007年10月20日）

1. 星影の小径
2. ファムレウタ
3. MIRA
4. 蘇州夜曲
5. 月の舟
6. チョッチョイ子守歌
7. wishies

- 耳薬I〜mimigusui〜（2008年11月11日）

1. 魂のウタ
2. ココロの華
3. 母なる月
4. ありがとう
5. see you again
6. なんくるないさ
7. 愛のチカラ
8. 魂のウタ（acoustic version）

- DESIRE（2011年8月26日）

1. 月幻の想い
2. 夢・ミライ（神戸空港イメージソング）
3. ボクは信じているよ
4. Crystal Summer（Crystal Villa（株）リゾートライフ イメージソング）
5. あなたに出会うために
6. 愛のチカラ（acoustic version）
7. 愛蓮〜Airen〜（三輪華子 女史 作品「愛蓮」イメージソング）
8. Wishies（acoustic version）
9. ハイサイ！OKINAWA（夢・未来号イメージソング）
10. 魂のウタ（映画『魂のウタ〜荒木栄のウタが聞こえる』主題歌）
11. この空の向こうに

- 唱歌美学〜眠れない夜の処方箋II〜 姉妹ユニット『Cereja』としてリリース（2013年12月6日）

1. 私の血 〜prologue〜
2. 浜辺の歌
3. 赤とんぼ
4. 竹田の子守唄
5. 旅愁
6. ヤシの実
7. 朧月夜
8. 私の血 〜epilogue〜

- ひづるーつ/ひづるーつ（ひづきようこ/The Roots）（2018年）

1. いにしえの恋歌
2. ウムジ-うりずんの風-
3. LOOP

## イメージソング・テーマソング
- 魂のウタ（映画『魂のウタ〜荒木栄のウタが聞こえる』主題歌）
- 夢・ミライ（神戸空港イメージソング）
- JAらっきょうのテーマソング
- ジュンク堂書店テーマソング
- 愛知県杉山保育園の園歌
- ハイサイ！OKINAWA（夢・未来号イメージソング）
- 『愛蓮』三宮収蔵式典 萩焼作家・三輪華子女史作品イメージソング
- 宮古島リゾートライフイメージソング
- シーセフ（カンボジア支援）イメージソング
- 『woman貴女が輝く時』エメラルド会イメージソング
- Crystal Summer（Crystal Villa（株）リゾートライフ イメージソング）
- 名作朗読ライブ『星の王子さま』（(株)清月エンターテイメント主催ライブにて楽曲提供）
- 白の手紙（舞台『未来へつむぐ〜今をありがとう〜』挿入歌）
- 『Wish Upon A Star』フェスタリア ビジュソフィア（festaria bijou SOPHIA）2018 X'MAS シーズン CMソング

### 通信カラオケDAM 配信曲
- 魂のウタ
- ボクは信じているよ
- 月幻の想い

### 通信カラオケJoy Sound 配信曲
- 魂のウタ
- Loop（ひづるーつ）

### その他の活動
- スピリチュアルな才能を生かし、Yahoo!Japanコンテンツ「占いコーナー」の初期占い師として活動。主にタロットカード、ルーンストーンを得意とする。